# Żelazno (Kłodzko)

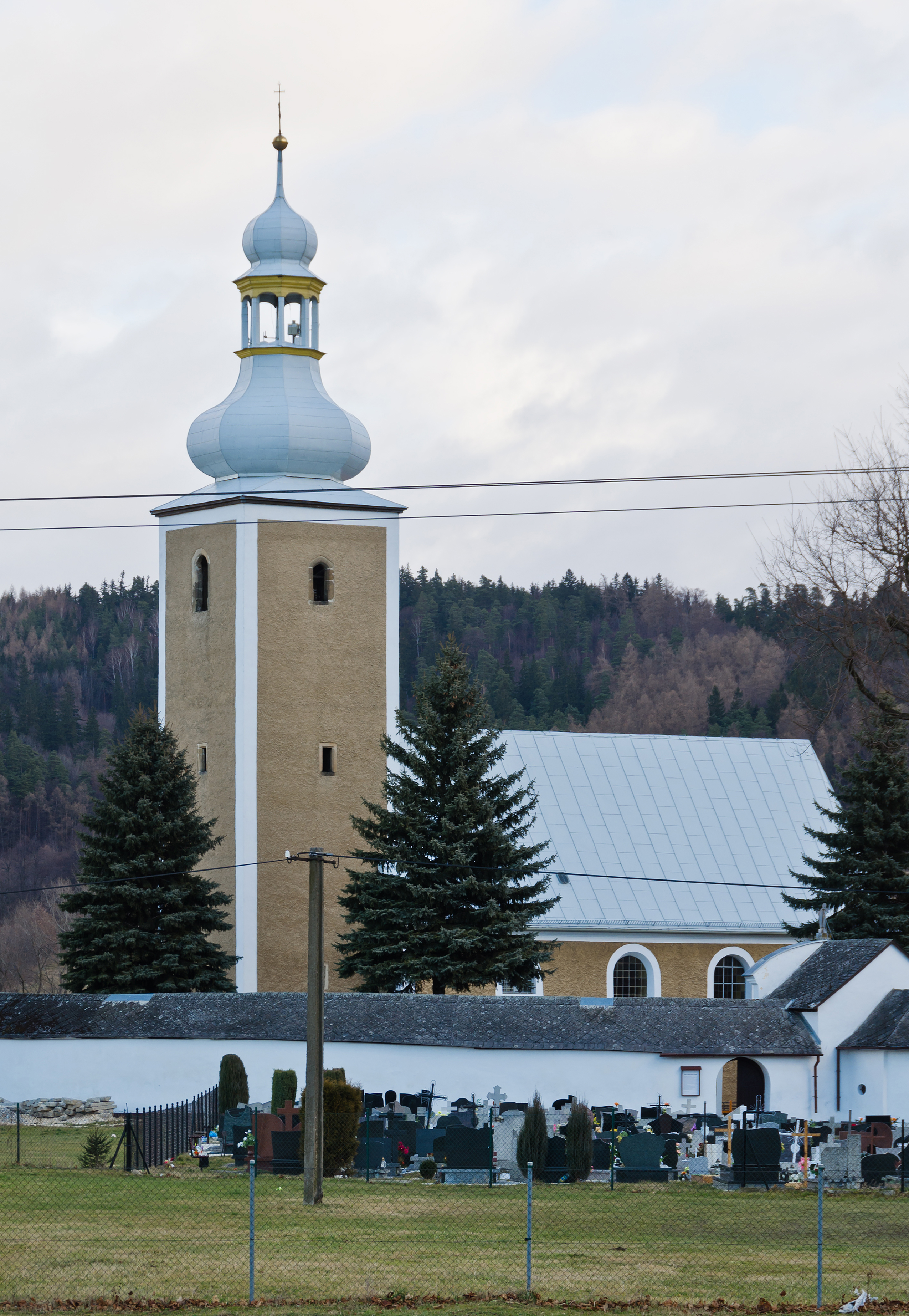
Pfarrkirche St. Martin

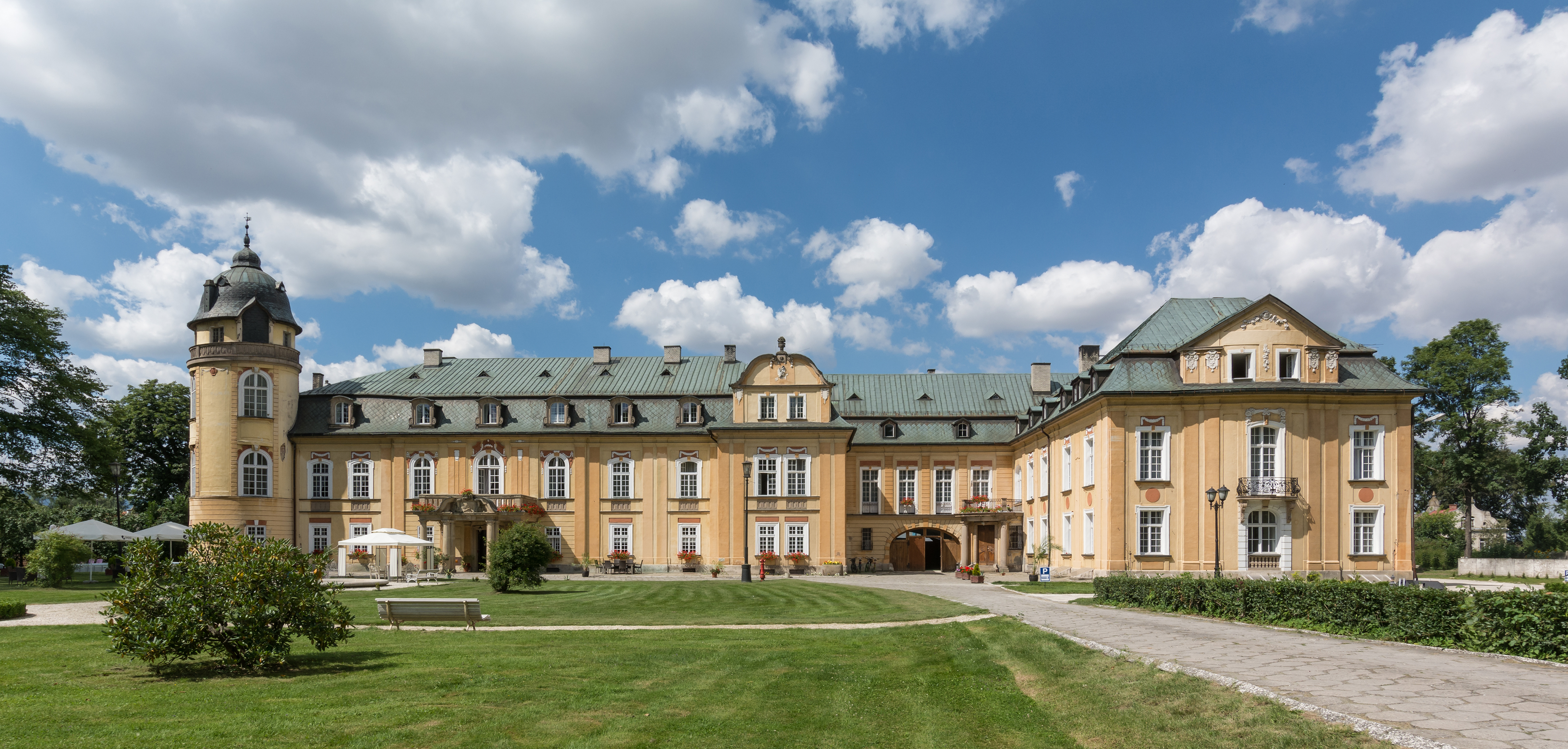
Schloss Eisersdorf

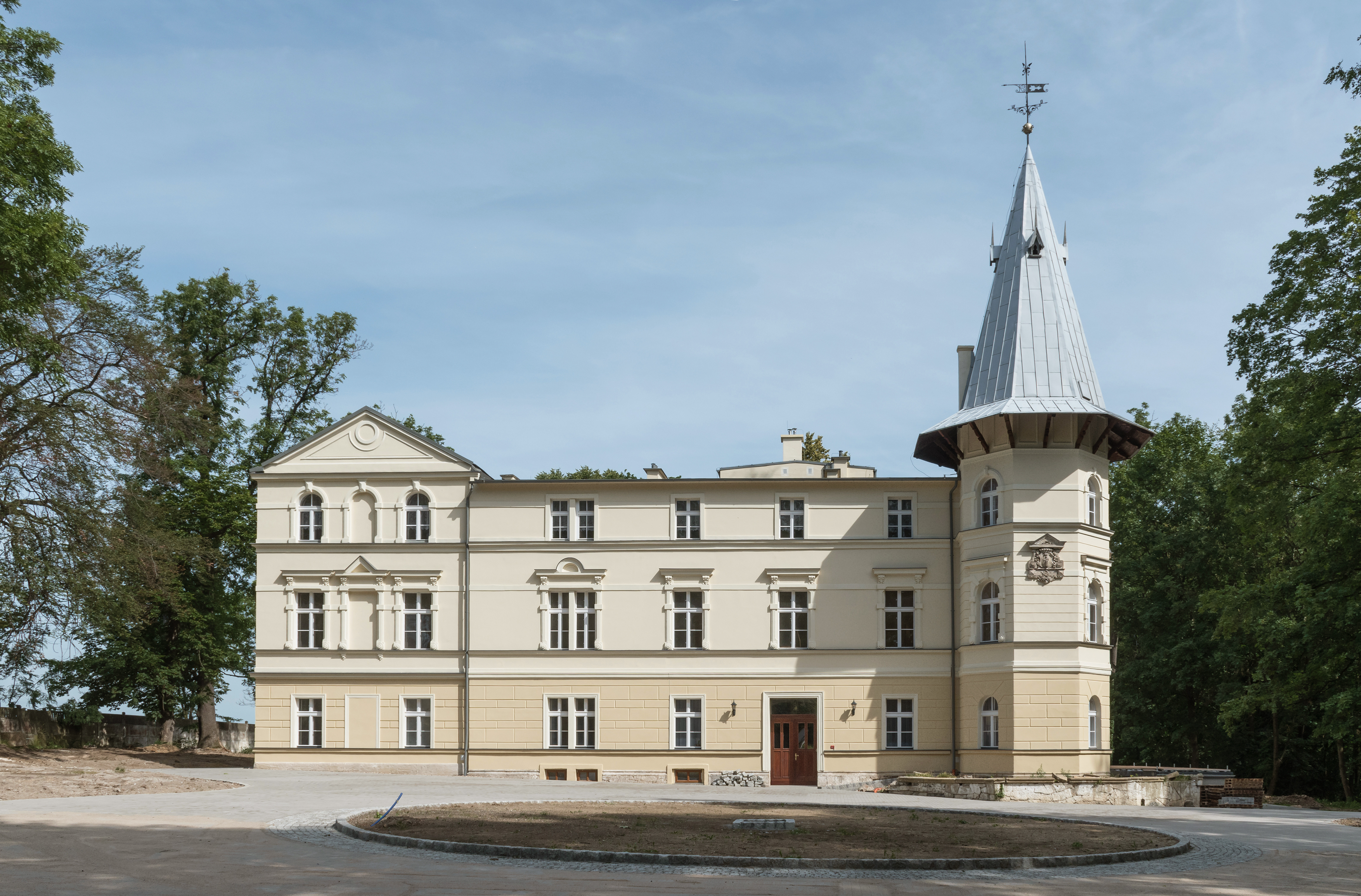
Gutshof

Żelazno (deutsch Eisersdorf) ist ein Ort in der Landgemeinde Kłodzko im Powiat Kłodzki der Woiwodschaft Niederschlesien in Polen. Es liegt sieben Kilometer südlich von Kłodzko (Glatz).

## Geographie
Żelazno liegt im unteren Tal der Landecker Biele (polnisch Biała Lądecka). Durch den Ort verläuft die Droga krajowa 33, die von Kłodzko über Bystrzyca Kłodzka (Habelschwerdt) zur tschechischen Landesgrenze führt und am Grenzübergang Boboszów/Dolní Lipka in die tschechische Landesstraße 43 mündet. Südwestlich von Żelazno liegen der 506 m hohe Eichberg (Dłębowa) und die 518 m hohe Weißkoppe (Wapniarka).

## Nachbarorte
Nachbarorte sind Krosnowice (Rengersdorf) im Norden, Marcinów (Märzdorf) im Nordosten, Ołdrzychowice Kłodzkie (Ullersdorf) und Romanowo (Raumnitz) im Südosten, Piotrowice (Herrnpetersdorf), Zabłocie (Krotenpfuhl) und Mielnik (Melling) im Süden, Gorzanów (Grafenort) im Südwesten sowie Starków (Altbatzdorf) und Topolice (Aspenau) im Westen. Südwestlich liegen der 506 m hohe Eichberg (Dębowa) und die 518 m hohe Weißkappe (Wapniarka).

## Geschichte
Eisersdorf wurde erstmals 1326 als „Eyserzdorf“ erwähnt. In diesem Jahre erteilten der Patriarch von Grado und zwölf Bischöfe mit einem in Avignon ausgefertigten Ablassbrief all jenen Gläubigen einen 40-tägigen Sündennachlass, welche die Kirche St. Jakob in Rengersdorf und deren Filialkirche des hl. Jakob in Eisersdorf an bestimmten Festtagen besuchten und dort den Messen und Predigten beiwohnten. Weitere Schreibweisen von Eisersdorf waren „Eysenreichsdorf“, „Isenrichsdorf“, „Eisinrichsdorf“ und Eysrichsdorf sowie 1330 lateinisch „Hysinrici villa“. Es war zur Pfarrkirche Rengersdorf gewidmet und gehörte zum böhmischen Glatzer Land, mit dem es die Geschichte seiner politischen und kirchlichen Zugehörigkeit von Anfang an teilte. Es bestand zunächst aus mehreren Anteilen, die zumeist verschiedenen Besitzern als Lehen gehörten. 1350 schenkte der Prager Erzbischof Ernst von Pardubitz zusammen mit seinen Brüdern Smil und Wilhelm von Pardubitz zweieinhalb Huben von „Isenrichsdorf“ dem von ihm gegründeten Augustiner-Chorherrenstift Glatz. Vor 1466 ist in Eisersdorf ein Freirichtergut belegt. Ab 1622 war der Glatzer Dekan Hieronymus Keck Pfarrer von Eisersdorf. Er wurde für seine Verdienste um die Rekatholisierung des Glatzer Landes mit dem Adelsprädikat „von Eisersdorf“ nobilitiert. Im Dreißigjährigen Krieg trug Eisersdorf schwere Schäden davon. Mit einem in Regensburg am 24. Februar 1654 ausgefertigten Brief wandelte Kaiser Ferdinand III. in seiner Eigenschaft als König von Böhmen die Eisersdorfer Lehen zu einem Erbgut um.
Nach dem Ersten Schlesischen Krieg 1742 und endgültig mit dem Hubertusburger Frieden 1763 kam Eisersdorf zusammen mit der Grafschaft Glatz an Preußen. Für das Jahr 1799 sind nachgewiesen: Eine Kirche, ein Pfarrhaus, eine Schule, zwei Vorwerke, ein Freirichter- und ein Freibauerngut, zwei Kretschame, drei Wassermühlen, 25 Bauern sowie 86 Gärtner und Häusler. Die Einwohnerzahl betrug 1300.
Nach der Neugliederung Preußens gehörte Eisersdorf ab 1815 zur Provinz Schlesien und wurde 1816 dem Landkreis Glatz eingegliedert, mit dem es bis 1945 verbunden blieb. 1874 wurde der Amtsbezirk Eisersdorf gebildet, zu dem die Landgemeinden Eisersdorf und Märzdorf sowie Gutsbezirke Eisersdorf, Freirichtereigut, Märzdorf, Nieder Eisersdorf und Ober Eisersdorf gehörten. Mit dem Eisenbahnanschluss an die Bieletalbahn 1897 erfolgte ein wirtschaftlicher Aufschwung. 1939 wurden 1300 Einwohner gezählt.
Als Folge des Zweiten Weltkriegs fiel Eisersdorf 1945 wie fast ganz Schlesien an Polen und wurde zunächst in Jeziersk und 1947 in Żelazno umbenannt. Die deutsche Bevölkerung wurde, soweit sie nicht vorher geflohen war, vertrieben. Die neu angesiedelten Bewohner waren zum Teil Heimatvertriebene aus Ostpolen, das an die Sowjetunion gefallen war. Ab 1945 gehörte Żelazno zur Woiwodschaft Breslau, 1975–1998 zur Woiwodschaft Wałbrzych (Waldenburg).

### Rittergut
Dieser Teil von Eisersdorf war 1346 im Besitz des Tyczko von Pannwitz, dem auch Rengersdorf, Kunzendorf und die Herrschaft Hummel mit dem Schloss Landfried gehörten. Tyczkos Nachkommen bzw. gleichnamige Angehörige hielten diesen Anteil bis 1623. Nächste Besitzer waren Johann Jakob von Saalhausen und dessen Sohn Hans Christoph, nach denen dieser Anteil auch als „Saalhaus-Gut“ bezeichnet wurde. Hans Christoph von Saalhausen verkaufte diesen Anteil 1669 an das Glatzer Jesuitenkolleg, das seit 1597 auch den Propstei-Anteil besaß.

### Gutshof Dittrich
Der Gutshof Dittrich war 1558 im Besitz des David von Pannwitz auf Altwaltersdorf. Der letzte Besitzer aus der Pannwitz’schen Familie war Dittrich von Pannwitz, der 1633 verstarb. Das verschuldete Gut wechselte mehrmals die Besitzer, bis es 1794 der königliche Amtsrat Franz Hoffmann erwarb, dem bereits das Freirichtergut gehörte und der kurze Zeit später auch das Rittergut erwarb.

### Propstei-Anteil
Der spätere Propstei-Anteil war 1340 im Besitz der Familie von Glaubitz, die ihn 1349 dem Prager Erzbischof Ernst von Pardubitz und seinen Brüdern Smil und Wilhelm verkaufte. Sie stifteten diesen Teil zusammen mit weiterem Grundbesitz in Oberschwedeldorf, Altbatzdorf sowie einem Garten und einem Haus in Glatz dem von ihnen im Jahre 1350 gegründeten Augustiner-Chorherrenstift Glatz. Die Stiftung wurde am 23. Oktober 1350 durch Kaiser Karl IV. bestätigt. Nachdem das Augustiner-Chorherrenstift in den Wirren der Reformation weitgehend untergegangen war, übergab dessen letzter Propst Christoph Kirmeser das Stift 1595 mit den zugehörigen Besitzungen dem Jesuitenkolleg Glatz. Nach der Aufhebung des Jesuitenordens 1776 kam dieser Anteil an das königlich preußische Schulenamt, von dem es 1788 der preußische Oberbergdirektor Friedrich Wilhelm von Reden erwarb, der diesen Anteil mit seiner Herrschaft Niederschwedeldorf verband.

### Freirichtergut
Erster bekannter Besitzer des Richterguts war 1330 Grenilinus (Scultetus in Hysinrici villa). Nach häufigen Besitzerwechseln erlangte es 1504 die Stadt Glatz, in deren Besitz es bis 1631 verblieb. Zu dieser Zeit gehörten zum Richtergut zwei Huben Feld, ein Kretscham, eine Mehlmühle, ein Wehr- und Mühlgraben mit zwei kleinen Teichen, die Fischerei in der Biele, ein Bräuhaus, vier Handwerker und vier Zinsbauern. 1613 verkaufte Kaiser Matthias in seiner Eigenschaft als König von Böhmen der Stadt Glatz u. a. auch das Obergericht über das Eisersdorfer Richtergut. Nach weiteren Besitzerwechseln erwarb es der Glatzer Joseph von Nußdorfer, von dem es 1764 auf seinen gleichnamigen Sohn überging. Dieser verkaufte es nach zehn Jahren dem Steinmetzen Joseph Stehr. Nach dessen Tod 1791 ersteigerte nach einem Jahr das überschuldete Richtergut der Generalpächter der Herbersteinischen Herrschaft Grafenort, Amtsrat Franz Arbogast Hoffmann. Kurz danach erkaufte er auch das Rittergut und den Gutshof Dittrich.

## Sehenswürdigkeiten
- Die Pfarrkirche St. Martin (Kościół Św. Marcina) wurde bereits 1326 als Filialkirche von Rengersdorf erwähnt und um 1350 neu errichtet. Weitere Umbauten erfolgten im 17. und 18. Jahrhundert. Das gotische Sakramentshaus mit Christuskopf sowie eine geschnitzte Muttergottes stammen aus dem Ende des 15. Jahrhunderts. Die Kanzel mit Wappen des Joseph von Nussdorfer schuf 1777 Ignaz Klahr d. J. Der Kirchhof ist von einer Wehrmauer mit Torhaus umgeben.
- Das Pfarrhaus mit Walmdach entstand um die Wende vom 17. zum 18. Jahrhundert.
- Das Schloss Eisersdorf wurde 1797 bis 1798 errichtet und nach 1871 im Stil der Neorenaissance umgebaut sowie erweitert. 1883 wurde es erneut umgebaut und von 1906 bis 1908 im Stil des Neobarocks verändert. Diese Arbeiten erfolgten auf der Grundlage von Planungen des in Berlin ansässigen Architekten Heinrich Schweitzer für den damaligen Schlossherrn Siegfried von Löbbecke.
- Der Wohnturm Eisersdorf mit Satteldach und Schießscharten aus dem Ende des 14. Jahrhunderts wurde 1689 und 1727 umgebaut.

## Persönlichkeiten
- Monika Taubitz (* 1937), deutsche Schriftstellerin, verbrachte ihre Kindheit in Eisersdorf.